# Звичаї та святкування днів народження
Звичаї та святкування днів народження — сукупність традицій, ритуалів і форм вшанування дня народження людини, які формувалися в різних культурах і епохах. Вони включають індивідуальні та колективні практики, пов'язані з відзначенням дати народження, такі як вручення подарунків, влаштування святкових трапез, привітання, організація обрядів чи ігор. Звичаї можуть мати релігійне, символічне, соціальне або сімейне значення. Форми святкування залежать від регіональних традицій, історичних періодів, віку та соціального статусу особи.
Існує багато різноманітних звичаїв, пов'язаних зі святкуванням днів народження по всьому світу.

## Торт на день народження
Традиційно торт на день народження багато прикрашають і під час подачі зазвичай покривають запаленими свічками, кількість свічок яких означає вік святкуючого. Людина, у якої сьогодні день народження, може загадати мовчазне бажання, а потім задути свічки. Також поширеною традицією є те, що людина, яка святкує свій день народження, розрізає перший шматочок торта, як це роблять молодята з весільним тортом. Іменинник/іменинниця традиційно з'їдає перший шматочок торта.

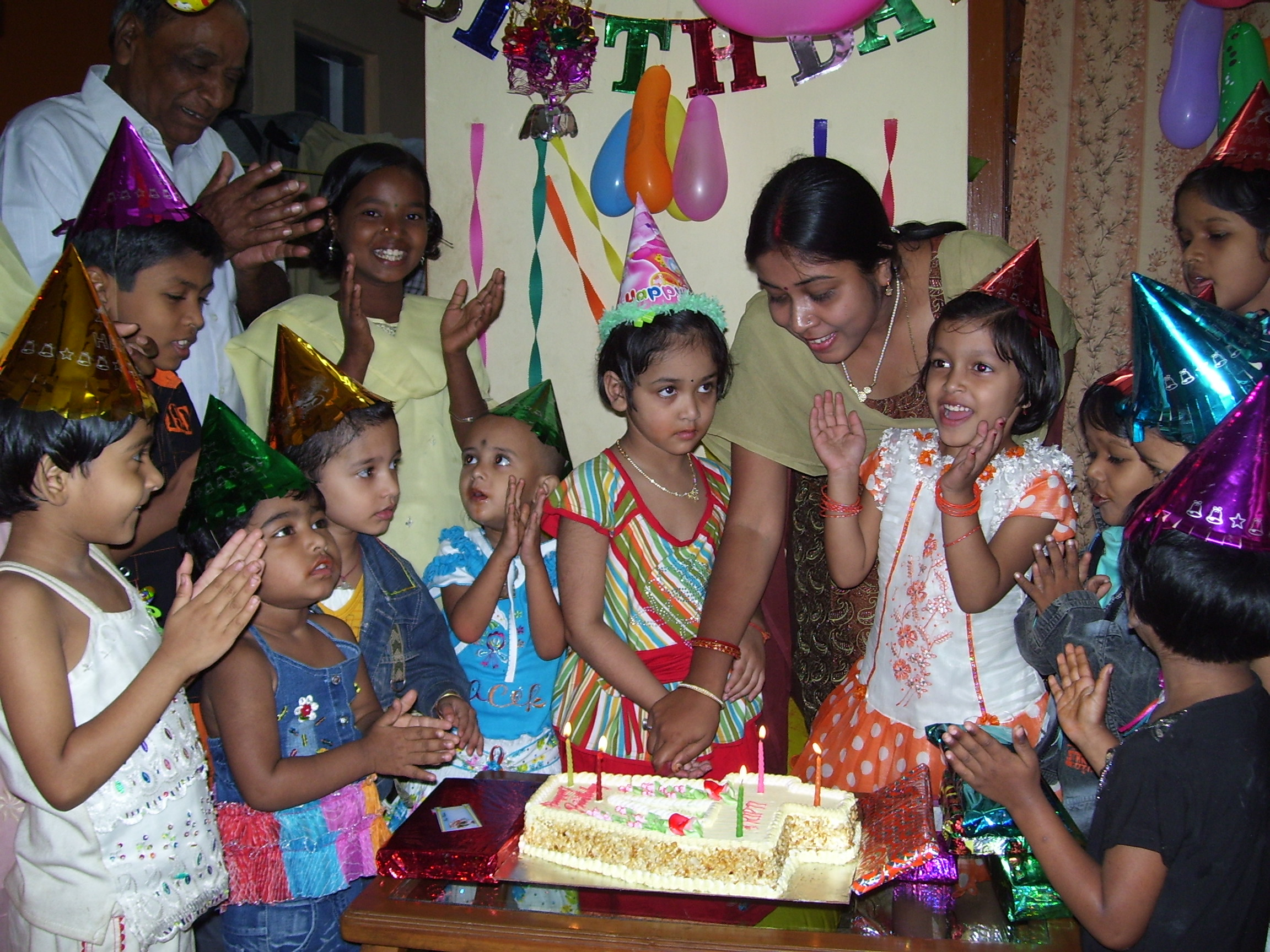
Святкування дитячого дня народження з тортом

## Вечірки дня народження
У західних культурах, особливо у Великій Британії, Сполучених Штатах та Австралії, дні народження часто супроводжуються барвистими прикрасами, такими як повітряні кульки та серпантин. Торт на день народження часто подають зі свічками, які потрібно задути після того, як буде зроблено «іменинне побажання». Поки до столу подають торт, гості співають пісню Happy Birthday to You. Найпоширеніша серед заможних людей та знаменитостей, але й багато інших також, практика — це найняти агентство з організації вечірки з нагоди дня народження.
День народження дитини може відбутися вдома у родини або в громадському місці. Безалкогольні напої часто подають разом з водою, а гостям зазвичай подають як солодкі, так і солоні страви. У багатьох культурах подають святковий торт. Дитячі дні народження часто включають розваги, костюми, ігри на вечірці та певну тему. Вечірки з нагоди дня народження дорослих у західних країнах часто проводяться в ресторанах, барах, нічних клубах або вдома. Вечірка на день народження зазвичай включає подарунки для людини, у якої день народження.
В Ізраїлі частиною святкування дня народження дитини в дитячому садку є кілька підйомів у повітря прикрашеного стільця, на якому сидить дитина, один раз за кожен рік її віку, плюс «один раз на наступний рік».

## Подарунки на день народження
Окрім вечірок, на день народження прийнято отримувати подарунки. Серед популярних подарунків — іграшки, книги, ювелірні прикраси, одяг, квіти, технічні пристрої, подарункові картки, чеки, паперові гроші тощо. Такі речі, як нижня білизна та шкарпетки, зазвичай не дуже цінуються дітьми молодшого віку, навіть якщо на них зображені популярні персонажі. Іноді від іменинника очікують, що він натомість пригостить гостей; це залежить від місцевої культури і може включати подарунки або інші жести, наприклад, запрошення гостей до ресторану чи бару (деякі з них пропонують спеціальні програми для іменинників), влаштування вечірок вдома або на роботі. У Південній Африці, однак, дні народження святкують з великим розмахом. У певному місті чи містечку запрошують усіх, включно зі старшими членами сім'ї; не має значення, скільки років імениннику чи іменинниці. Ці святкування відзначаються великими білими наметами, які встановлюються у дворах, що символізують велике свято. Подарунки на день народження варіюються від іграшок до жертвоприношень тварин

## Привітання з днем народження
У більшості англомовних країн традиційно співають пісню Happy Birthday to You («З днем народження тебе») шанованій людині, яка святкує день народження. Пісні з днем народження поширені в усьому світі; подібні пісні існують і в інших мовах. Ця пісня є поширеним привітанням, яке використовується на дні народження, разом з вітальними листівками та усними привітаннями, такими як «Я бажаю тобі щасливого дня народження» або «З днем народження».
В Україні на день народження часто виконується традиційна українська святкова пісня «Многая літа».

## Удари, поштовхи, шльопання та інші знущання на день народження
«Гойдалки», або «звалища» в Шотландії, — тортури на день народження, поширені в таких країнах, як Велика Британія, Ірландія та Канада, полягають у тому, що друзі та родина іменинника беруть його за руки та ноги і «гойдають» його/її вгору та вниз на підлогу. Кількість «гойдалок» дорівнює віку іменинника в роках плюс один «на щастя». Зазвичай «гойдалки» роблять лише дітям, частково через те, що коли люди дорослішають, вони стають надто важкими для цього процесу. Іноді стусани також називають копняками, коли іменинника тримають за руки та ноги, а друзі копають його ногами. Ця практика часто не схвалюється з огляду на проблеми здоров'я та безпеки.
У франкомовних країнах Канади, США та Австралії «іменинкові удари» даються подібним чином, коли людину, у якої день народження, вдаряють стільки разів, скільки їй років, часто додаючи ще один удар «на щастя». У деяких місцях замість удару «на щастя» одержувача щипають, «щоб виріс на дюйм». В Україні, Бразилії, Угорщині, Аргентині, Італії та інших країнах людині витягують мочки вух. Угорська традиція також передбачає одночасно з потягуванням за мочки вух побажання людині з днем народження або декламування віршика, англійський переклад якого звучить так: «Благослови тебе Бог, живи так довго, щоб твої вуха сягали тобі до щиколоток».
У Мексиці та Венесуелі поширеним звичаєм є спроба втиснути обличчя людини в іменинний торт, коли вона задуває свічки. Це часто псує торт.
Удари на день народження завдаються протягом дня, але якщо «іменинник» ховається від ударів, дозволяється завдати ще один останній удар.

## Див також
- Торт на день народження

## Додаткова інформація
- Jackie Glassman (2002). Birthday bumps. Birthdays Around the World. Early Connections Series. Benchmark Education Company. с. 8. ISBN 9781590001219.
- Teacher Says Punching Is a Birthday Ritual. The New York Times. 20 квітня 2003. с. A20.
- Tony Paterson (30 березня 2003). Turkish children organised reign of terror at German school. The Daily Telegraph.